# Grigori Souk
Grigori Edouardovitch Souk (en russe : Григорий Эдуардович Сук) est un as de l'aviation de l'armée de l'air impériale russe pendant la Première Guerre mondiale.

## Formation
Né en Lituanie le 12 décembre 1896, Grigori Souk est d'origine tchèque et russe. Il est né dans le domaine Rassoudovo. Sa mère russe, Lioubov Ossipovna Sorokina, est la fille d'un médecin bien connu. Son père tchèque, le scientifique Edouard Ivanovitch Souk, est citoyen honoraire héréditaire de Moscou. Ses frères sont Boris et Alexeï. Son oncle, Viatcheslav Souk, dirige l'orchestre du Théâtre Bolchoï à Moscou. Grigori Souk est élevé dans la foi orthodoxe russe.
Le jeune Souk fait ses études à l'école classique de Moscou puis à l'Académie pratique impériale de Moscou pour étudier l'architecture.
Au déclenchement de la Première Guerre mondiale il s'enrôle dans les cuirassiers le 5 août 1914. Il demande ensuite son transfert au service de l'aviation et est transféré à l'école de pilotage de Gatchina le 5 juin 1915. En juillet 1915, il commence sa formation aéronautique par un cours sur les moteurs à combustion interne.

## Première Guerre mondiale
Grigori Souk effectue ses premiers vols d'entraînement en août 1915. Après sa formation, il obtient son diplôme de pilote militaire le 25 janvier 1916. Le 27 janvier, Édouard Souk décède subitement ; son fils obtient un court congé pour assister aux funérailles.
Souk est affecté au détachement d'aviation du 26e corps le 11 mars 1916 pour piloter des Voisin L ou des Voisin LA, mais n'arrive au front que le 28 mars 1916. Bien qu'il ait été chargé de tâches de reconnaissance, il affronte l'ennemi dans les airs. Comme l'indique sa citation élogieuse pour la Croix de Saint-Georges de troisième classe, il a abattu un avion ennemi avec des tirs de mitrailleuses à 50 mètres de distance le 1er juin 1916 pour sa première victoire. Sa croix de Saint-Georges de quatrième classe mentionne également le combat avec un Albatros. En tout, Souk obtient les quatre classes de la Croix pendant son service au détachement d'aviation du 26e corps Il est également promu Mladchi-Unter-Ofitser (sergent chef).
Il est envoyé pour une formation de pilote de chasse à Moscou le 4 juillet 1916. Après avoir obtenu son diplôme, il est envoyé dans le Royaume de Roumanie pour rejoindre le 9e détachement d'aviation de chasse. Il y effectue 19 sorties de combat en septembre et octobre 1916. Il commence par des patrouilles de reconnaissance avec le Nieuport 10 numéro de série N714, puis passe aux commandes du Nieuport 11 N1109. Le 27 octobre 1916, par décret impérial no 1676, Souk est promu au rang de Praporchtchik (enseigne).
Le 3 février 1917, Souk et Vladimir Strjijevski annoncent une victoire aérienne qui n'a pas été confirmée. Le 9, une mitrailleuse enrayée interrompt son attaque contre un avion ennemi. Le 12 février 1917, le moteur du Nieuport de Souk tombe en panne à l'issue d'un long vol de reconnaissance. Son atterrissage sans moteur à l'aérodrome de Bakeï renverse et endommage la machine. Souk pilote alors le Morane-Saulnier I MS742. Alors que le temps s'éclaircit au printemps 1917, le rythme des combats s'accélère. Souk remporte sa deuxième victoire homologuée le 26 mars 1917 ; sa troisième le 17 avril 1917. Il connaît alors une période sans nouvelle victoire, marquée par des attaques infructueuses qui découragent les efforts de reconnaissance de l'ennemi. Il reprend ses victoires début septembre et il les enchaînera jusqu'au 10 novembre.
Le 28 novembre 1917, il est tué dans un accident à l'atterrissage alors qu'il revenait d'un vol. Alors qu'il tournait pour atterrir, sa machine a vrillé et il est mort sur le coup. Trois jours plus tard, la décoration de Souk de l'Ordre de Saint George de quatrième classe arrivait.

## Liste des victoires aériennes
Bien que les historiens de l'aviation citent Souk comme crédité de huit ou neuf victoires aériennes, ils proposent des listes légèrement différentes. Ce qui suit est une compilation à partir des sources disponibles. Les victoires confirmées sont numérotées ; les victoires non confirmées sont notées "n/c".
| Non. | Date/heure                    | Avion                | Ennemi                         | Résultat                                                                                 | Emplacement                                 | Remarques                                                         |
| ---- | ----------------------------- | -------------------- | ------------------------------ | ---------------------------------------------------------------------------------------- | ------------------------------------------- | ----------------------------------------------------------------- |
| 1    | 1er juin 1916                 | Voisin no V979       | Albatros                       | Vol plané jusqu'à l'atterrissage sans moteur derrière ses propres lignes                 | Chtchoukino                                 | Bode était son observateur                                        |
| n/c  | 3 février 1917                | Nieuport 11 no 1109  | Ennemi biplace                 | Atterrissage forcé                                                                       | Vallée de la rivière Ousy                   |                                                                   |
| 2    | 26 mars 1917                  | Nieuport 11 no 1127  | Hansa-Brandebourg CI no 67.24  | Chassé hors de vue                                                                       | Nedzy-Vozargal                              |                                                                   |
| 3    | 17 avril 1917                 | Nieuport 11 no 1109  | Biplace de reconnaissance      |                                                                                          | Aux alentours de Rakosa                     | Victoire partagée avec Vladimir Strjijevski                       |
| 4    | 8 août 1917                   | Nieuport 21 no N1719 | Oeffflag C.II no 52.63         | Pilote tué ; l'observateur a posé l'avion derrière les lignes roumaines et a été capturé | Environs d' Okno, Pologne actuelle          | Victime de Fliegerkompanie austro-hongroise 44                    |
| 5    | 4 septembre 1917              | Vickers FB19 no 12   | Biplace de reconnaissance      | Écrasé                                                                                   | Vallée de la rivière Suceava                | Victoire partagée avec Ivan Loïko ; victime de Fliegerkompanie 44 |
| n/c  | 8 septembre 1917              | Vickers FB19 no 12   | Biplace de reconnaissance      |                                                                                          | Séret                                       | Homologation partagée avec Ivan Loïko et un autre pilote          |
| 6    | 12 septembre 1917 à 18 heures | Vickers FB19 no 12   | Biplace de reconnaissance      | Traînée de fumée jusqu'à un atterrissage forcé                                           | Aux alentours de Radautz                    | Victime de Fliegerkompanie 44                                     |
| 7    | 14 octobre 1917               | Spad VII no 1440     | Albatros D.III no 53.20        | Détruit ; pilote tué                                                                     | Près de Gura Solcai, au sud-est de Radautz, |                                                                   |
| 8    | 4 novembre 1917               | Spad VII no 1446     | Combattant                     |                                                                                          | Goura-Seltché                               | Pilote tué au combat                                              |
| 9    | 8 novembre 1917               | Spad VII no 1446     | Avion ennemi                   | Tombé en vrille et un panache de fumée                                                   | Au nord de Radautz                          |                                                                   |
| 10   | 10 novembre 1917              | Spad VII no 1440     | Hansa-Brandebourg CI no 269.49 | Un pilote blessé a fait atterrir un avion endommagé en territoire ami                    | Aux alentours de Radautz                    | Victime de Fliegerkompanie 49,                                    |